# نبرد استالینگراد (فیلم)
نبرد استالینگراد (روسی: Сталинградская битва) یک فیلم حماسی-تاریخی روسی است که در سال ۱۹۴۹ منتشر شد.